# Lysiopetalum hamatum
Lysiopetalum hamatum är en mångfotingart som beskrevs av Carl Graf Attems 1903. Lysiopetalum hamatum ingår i släktet Lysiopetalum och familjen Callipodidae. Inga underarter finns listade i Catalogue of Life.